# ورید (روستا)
 ورید  به عربی ( الَورید )، روستایی است در دهستان وادی اجبار از توابع استان 
استان صَنعاء در کشور یمن در شبه جزیره عربستان.

## جمعیت
جمعیت آن (۶۶ ) نفر (۶ خانوار) می‌باشد.